# Glomar Java Sea (schip, 1975)
De Glomar Java Sea was een boorschip dat in 1975 werd gebouwd bij Levingston Shipbuilding voor Global Marine. Het verging op 25 oktober 1983 bij Hainan in de Zuid-Chinese Zee in tyfoon Lex waarbij alle 81 bemanningsleden om het leven kwamen.
Nadat de Glomar Java Sea was gezonken, voltooiden de Zapata Arctic en de Wodeco IX de evaluatieboringen in het Yacheng 13-1-veld.

## Operationele geschiedenis
Het was het zesde schip naar hetzelfde ontwerp van de in 1967 gebouwde Glomar Grand Isle. Het was ontworpen om tot 25.000 voet (7500 m) te boren in waterdieptes tot 1000 voet (300 m). Vanaf de oplevering op 15 september 1975 tot september 1981 boorde het voor Arco in de Golf van Mexico. Daarna boorde het korte tijd voor de kust van Californië om op 1 december 1982 te vertrekken naar China. De Glomar Java Sea arriveerde op 7 januari 1983 in de Zuid-Chinese Zee waar het voor Arco China aan het werk ging.

## Ramp
Op 22 oktober 1983 lag de Glomar Java Sea met negen ankers uitgeankerd op 65 zeemijl (120 km) zuidzuidwest van Hainan waar het proefboringen deed in het Yacheng 13-1-gasveld voor China National Offshore Oil Corporation (CNOOC), Sante Fe Minerals (ASIA), onderdeel van Santa Fe International Corporation en Arco China. Om 16:30 werd een weersverwachting van Meteorological Service Company (METEO) ontvangen dat aangaf dat een tropische depressie zich had ontwikkeld tot tropische storm Lex op zo'n 420 mijl (775 km) oostelijk van het schip. Daarop begon het boorschip met het terughalen van de boorstang, wat de volgende ochtend voltooid werd.
Om 18:00 gaf de weersverwachting van METEO aan dat de maximale doorstaande windsnelheid 50 knopen zou zijn, met windstoten tot 60 knopen. De weersverwachting van METEO van 10:30 op 23 oktober gaf aan dat de storm zich 300 mijl (550 km) oostelijk van het schip bevond met een verwacht westnoordwestelijk pad dat het ten noorden van Sanya op Hainan zou brengen. Die ochtend boog de storm richting het noorden, om echter in de middag richting het zuidwesten af te buigen en te vertragen tot een snelheid van 2 knopen. De weersverwachting van METEO van 16:30 gaf aan dat de storm over het noorden van Hainan zou gaan met doorstaande windsnelheden van 40 knopen met windstoten tot 50 knopen. Tot ongeveer 20:00 op 24 oktober bewoog de storm echter zuidwestelijk om daarna westelijk af te buigen en te versnellen tot 7 knopen. De verwachting bleef dat de storm over het noorden van Hainan zou gaan. De door Global Marine ingehuurde Tokyo Weather Service verhoogde de tropische storm om 20:00 naar zware tropische storm.

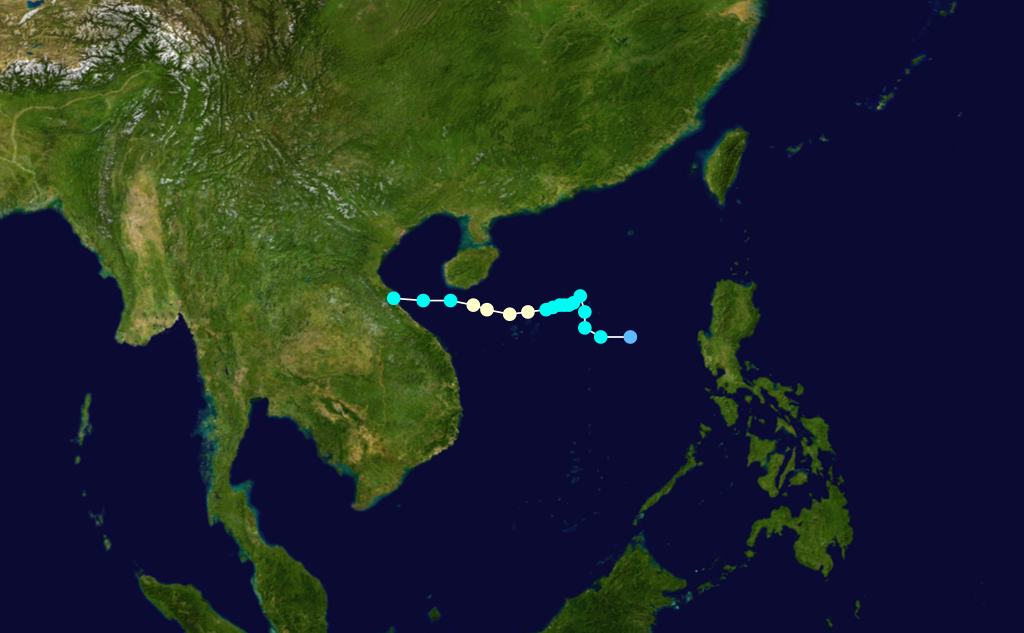
Het oog van tyfoon Lex trok noordelijk van de Glomar Java Sea

Om 7:30 op 25 oktober kreeg het schip de weersverwachting van METEO dat de tropische storm westelijk trok en ten noorden van Sanya zou passeren en dat de windsnelheden op locatie 41 tot 55 knopen zouden zijn. Ron 08:00 op 25 oktober gaf een Chinese meteoroloog van de Nanhai West Oil Company aan dat de tropische storm niet naar het noordwesten zou afbuigen zoals METEO voorspelde, maar de Glomar Java Sea dicht zou naderen. Dit werd doorgegeven aan Arco in Zhanjiang, maar Arco gaf aan het boorschip op locatie te laten liggen op indicatie van de weersverwachting van METEO. Daarbij waren de uitwijkmogelijkheden beperkt: naar het noordwesten zou het dichter bij de door METEO voorspelde baan brengen, naar het zuidwesten naar de wateren van het niet-bevriende Vietnam, terwijl noordoost en zuidoost het dichter bij de orkaan zou brengen. Ook waren er geen stuurlieden aan boord, aangezien deze niet vereist waren zolang het schip ten anker lag. De kapitein was daarmee de enige nautische officier aan boord.
De weersverwachting van METEO van 13:30 op 25 oktober gaf aan dat de tropische storm zich op 120 mijl (220 km) oostelijk van het boorschip bevond en 30 mijl noordelijk zou passeren. De verwacht windsnelheden waren 60 knopen met windstoten tot 75 knopen. Rond 16:00 ondervond de Glomar Java Sea windsnelheden van 45-50 knopen met golfhoogtes van 38 voet (11,5 m). Het slingerde zo'n 15° en stampte zo'n 4°.
Rond 18:30 belde de vertegenwoordiger van Arco in Zhanjiang met de voorman van Arco aan boord en kreeg te horen dat het schip zich goed hield en dat de supplier Nanhai 205 zich vlakbij bevond. De Nanhai 205 sprak rond 19:00 via de vhf met de Glomar Java Sea dat aangaf zo'n 9-10° te slingeren. Rond 20:10 gaf het boorschip aan dat het 20 tot 30° slingerde en dat de windsnelheid tot boven windkracht 12 (63 knopen) was toegenomen. De Chinese radio-officier op het Arco-kantoor in Zhanjiang had rond 21:00 contact met het boorschip dat aangaf dat er windkracht 10 stond met windstoten tot windkracht 11. Rond 23:00 ontving de radio-officier in Tian Du het bericht dat ze aan boord van het boorschip het bevel hadden gekregen de reddingsvesten aan te doen. Daarna kon hij geen contact meer krijgen met de Glomar Java Sea. De Nanhai 205 had rond 23:15 nog wel contact met de Glomar Java Sea, maar kon het schip daarna ook niet meer bereiken. Het bevond zich rond 24:00 op ruim 16 mijl van het boorschip.
Om 23:41 belde de assistant rig manager aan boord via Marisat met de onderdirecteur op het hoofdkantoor van Global Marine in Houston met de mededeling dat het schip een slagzij had van 15° over stuurboord terwijl er windsnelheden van 70-75 knopen (140 km/h) gemeten werden. Tijdens dit gesprek viel de verbinding om 23:46 weg en lukte het niet meer om deze te herstellen. Rond 23:55 kapseizde het schip in een waterdiepte van 315 voet (96 m). Na ruim 2 uur zonder succes geprobeerd te hebben het schip te bereiken, nam de onderdirecteur contact op met het rescue co-ordination centre (RCC) van de United States Coast Guard in San Francisco dat de RCC van Kadena Air Force Base op Okinawa op de hoogte bracht.

## SAR-pogingen
De RCC Kadena probeerde daarna zonder succes contact te maken met het boorschip, net als de Nanhai 205 die gevraagd werd terug te keren naar de locatie. De Bell 212-helikopters van Arco konden op dat moment door het slechte weer niet opstijgen vanuit Sanya.
Omdat normaal transport niet mogelijk was, gingen de Arco-vertegenwoordigers in Zhanjiang aan boord van de Nanhai 209 om naar Sanya te varen. Op locatie aangekomen trof de Nanhai 205 om 11:12 het boorschip niet aan, maar wel acht grote en drie kleine boeien, wat mogelijk betekende dat de Glomar Java Sea de ankerkettingen en ankerdraden had laten lopen of had doorgesneden. Om 14:00 was het weer dusdanig opgeknapt dat de Chinese marine begon aan een zoekactie. Rond 18:45 trof de Nanhai 205 een oliespoor aan op locatie.
Om 21:40 op 26 oktober ontving een lijnvliegtuig een noodsignaal op de 121,5 MHz op zo'n 60-70 ten oosten van Da Nang in Vietnam, maar later werd vastgesteld dat dit niet afkomstig kon zijn van de EPIRB van de Glomar Java Sea. Opm 13:07 op 27 oktober ontving een Singaporees schip een noodsignaal op de 500 kHz waarin de roepletters WFDS van de Glomar Java Sea genoemd werden. De oorsprong van het signaal was zo'n 70 mijl noordwest van de boorlocatie, maar daar werd niets aangetroffen.
Op 28 oktober trof een Bell 212 rond 09:50 een omgeslagen reddingsboot aan op zo'n 35 mijl westnoordwest van de boorlocatie. De Nanhai 209 werd die kant opgestuurd, maar kon de reddingssloep niet vinden. Om 18:16 trof de Sui Jiu 201 een leeg reddingsvlot van de Glomar Java Sea aan. Een vliegtuig nam twee reddingsvlotten en een flitslamp waar, maar ook deze werden niet teruggevonden. Op 29 oktober werd een mogelijke overlevende waargenomen, maar ook niet teruggevonden. De functionerende EPIRB werd die dag wel teruggevonden.
De Nanhai 205 begon rond 14:00 op 27 oktober met zijn echolood te zoeken naar de Glomar Java Sea en vond rond 17:00 een signaal dat van vergelijkbare grootte was als het boorschip. Twee dagen later kreeg het een side scan sonar aan boord en werd daarna overgebracht naar de Nanhai 209. Op 31 oktober werd hiermee vastgesteld dat het wrak inderdaad gevonden was op een kleine 500 meter van de boorlocatie.
Op 4 november om 20:07 werd de zoekactie gestaakt door de Chinese marine, die met 22 marineschepen, drie vliegtuigen en de vissersvloot had deelgenomen, en de Amerikaanse luchtmacht die met een aantal vliegtuigen had gezocht. Global Marine bleef met de ingehuurde Salvanquish zoeken tot 6 november.

## Onderzoek
De National Transportation Safety Board (NTSB) en de United States Coast Guard stelden een onderzoek in naar de ramp en kwamen tot de conclusie dat deze te wijten was aan de beslissing van de kapitein, de vertegenwoordiger van Arco en de booruitvoerder van Global Marine om uitgeankerd te blijven liggen en het niet-essentiële personeel niet te evacueren.
Global Marine huurde Taylor Diving & Salvage in om het schip met duikers te onderzoeken. De Smit Manila werd hiertoe uitgerust met een decompressiekamer en duikerklok en arriveerde op 4 november op locatie. Het wrak en de ankerboeien werden onderzocht, maar door het slechte weer kon de supplier niet lang op locatie blijven en op 30 november werden de pogingen gestaakt.
Daarna werd de Tender Carrier ingehuurd die werd uitgerust met een dynamisch positioneringssysteem, side scan sonar en een onderzeeverblijf voor tien personen. Op 7 maart 1984 arriveerde de Tender Carrier op locatie en werd het wrak opnieuw onderzocht. Gedurende deze periode werden 35 lichamen teruggevonden waarvan er 31 geborgen konden worden. De overige 46 zijn vermist.
Zoals het wrak aangetroffen werd, trok de NTSB de conclusie dat het waarschijnlijk was dat de ankerkettingen stuurboord voor braken voordat de Glomar Java Sea kapseisde. Ook hadden de voorste ankers gekrabt, terwijl de overige ankers hadden gehouden.
Uit onderzoek naar het wrak en het opgevangen 500 kHz-signaal trok de NTSB de conclusie dat de stuurboordssloep mogelijk met opvarenden te water is gelaten.